# Universitatea Tehnică Kazah-Britanică
Universitatea Tehnică Kazah-Britanică (KBTU) este o universitate publică situată în Almatî, Kazahstan. A fost fondată în 2001. Cercetarea KBTU se concentrează pe principalele sectoare ale economiei din Kazahstan – petrol și gaze, tehnologii informaționale, bancar și finanțe, management și telecomunicații.

## Istorie
Ideea creării Universității Tehnice Kazah-Britanice a fost concepută de fostul președinte al Republicii Kazahstan, Nursultan Nazarbaev. Discuții suplimentare privind înființarea Universității au avut loc în timpul vizitei oficiale a președintelui Nazarbaev în Regatul Unit în noiembrie 2000. Un Memorandum de Înțelegere a fost semnat între oficialii celor două țări privind intensificarea cooperării în domeniile educației, științei și tehnologiei.
Societatea pe acțiuni Universitatea Tehnică Kazah-Britanică a fost înființată de Guvernul Republicii Kazahstan la 3 august 2001, prin Decretul nr. 1027.
Din 2003, NC KazMunay Gas JSC este acționarul unic al KBTU JSC (Hotărârea Guvernului Republicii Kazahstan nr. 987 din 26 septembrie 2003). Cu toate acestea, în 2018, o fundație publică, „Fondul Educațional Nursultan Nazarbaev”, a achiziționat acțiuni ale Universității Tehnice Kazah-Britanice. Privatizarea a avut loc în urma Programului de Privatizare al Guvernului Kazahstanului, aprobat prin ordinul Guvernului nr. 1141 din 30 decembrie 2015.
Din 2005, KBTU acordă diplome universitare duble în parteneriat cu Universitatea din Londra. În cadrul programului, studenții primesc diplome de la London School of Economics and Political Science și KBTU în timp ce studiază la KBTU în Almatî.
În 2010 și 2011, KBTU a preluat 100% din acțiunile a două instituții științifice istorice și prestigioase din Kazahstan, „Institutul de Științe Chimice A.B. Bekturov”, fondat în 1945, și „Institutul de Combustibili, Cataliză și Electrochimie D.V. Sokolsky”, înființat în 1969.
În 2018, în cadrul programului de privatizare, pachetul de acțiuni al Universității Tehnice Kazah-Britanice a fost achiziționat de Fondul Public Fondul Educațional Nursultan Nazarbaev, în conformitate cu Decretul Guvernului Republicii Kazahstan nr. 1141 din 30.12.2015.

## Legături internaționale
Programe de diplomă cu dublă specializare cu:
- London School of Economics, Marea Britanie
- Geneva Business School, Elveția
- University of Northampton, Marea Britanie
- IFP Energies Nouvelles, Institutul Francez al Petrolului, Franța

Programe de schimb de studenți cu:
- University Campus Suffolk, Marea Britanie
- University of Northampton, Marea Britanie
- Universitatea Soongsil, Coreea de Sud
- Universitatea Sejong, Coreea de Sud
- Asia Pacific University of Technology and Innovation, Malaezia
- Universitatea Tehnologică din Malaezia
- Universiti Sains Malaysia

Parteneri internaționali:
- În 2009, KBTU a primit statutul de „Centru Afiliat” de la Universitatea din Londra.
- În 2011, KBTU a devenit universitate afiliată oficial cu Centrul pentru Strategie și Competitivitate de la Harvard Business School.
- Parteneriate cu peste 30 de universități din întreaga lume.